# قطيش 2
قطيش 2 هي آليات دفاعية، قتالية، وأمنية تصمم وتصنع من قبل هيئة التصنيع الحربي للقوات المسلحة اليمنية.

## المستخدمون
- اليمن

## انظر ايضًا
- جلال 3
- قطيش 2